# Cumandini
I cumandini (in russo кумандинцы) sono un gruppo etnico della Russia.
Vivono nella Repubblica dell'Altaj (soprattutto nel Territorio dell'Altaj) e nell'Oblast' di Kemerovo (Siberia meridionale).
Secondo il censimento del 2002, vi erano 3.114 cumandini in Russia. La lingua ha origine turche ed è correlata alla lingua uigura.